# Can Bonomo
Can Bonomo (İzmir, 16 mei 1987) is een Joods-Turkse zanger.

## Biografie
Bonomo werd geboren in İzmir, als zoon van Sefardisch-Joodse ouders. Op zijn achtste begon hij met gitaarspelen. Hij bleef bezig met muziek tijdens zijn lagere- en middelbareschoolperiode. Daarom besloot hij muziek te gaan studeren aan de Universiteit van Istanboel. Vervolgens studeerde hij ook nog film en televisie. De zanger trad ook op in verschillende reclamespots voor televisie.
Bonomo vertegenwoordigde Turkije op het Eurovisiesongfestival 2012 te Bakoe, Azerbeidzjan. Hij werd hiervoor aangewezen door de Turkse openbare omroep. Bonomo zong het lied Love me back en haalde er de zevende plaats mee. Het was de laatste editie van het songfestival waaraan Turkije mee deed.